# 오라클 호출 인터페이스
컴퓨팅에서 오라클 호출 인터페이스(Oracle Call Interface, OCI)는 C 언어 소프트웨어 API 집합으로 오라클 데이터베이스에 대한 인터페이스를 제공한다.
OCI는 시스템 시작 및 종료와 같은 특정 데이터베이스 관리 작업을 수행할 뿐만 아니라 PL/SQL 또는 SQL을 사용하여 데이터를 쿼리, 액세스 및 조작하기 위한 절차적 API를 제공한다. 오라클의 문서화되지 않은 사용자 프로그래밍 인터페이스(UPI)를 기반으로 하는 OCI 라이브러리는 애플리케이션과 저수준 데이터베이스 네트워크 프로토콜 간의 "통역자" 역할을 한다.

## 역사
오라클은 1988년 오라클 데이터베이스 버전 6에서 OCI(HLI, 호스트 언어 인터페이스라는 이름으로)를 처음 출시했다. HLI(및 이후 OCI)가 UPI의 래퍼로 작동했기 때문에 원래 명명 규칙은 기반이 된 UPI 호출과 매우 유사했다. 예를 들어, 롤백 문: UPI의 호출 upirol은 OCI에서 orol이 되었다.
이후 1997년에 출시된 오라클8에서 OCI 호출은 더 설명적인 이름을 얻었다. orol은 OCITransRollback이 되었다. 2007년에 출시된 11g를 포함하여 모든 OCI 버전에서 후속 개선이 이루어졌다. 오라클 (기업)은 OCI가 "오라클 데이터베이스의 모든 SQL 문이 OCI로 실행될 만큼 신뢰할 수 있다"고 주장한다.

## 구현
OCI는 오라클 외에도 여러 다른 공급업체에서 OCI API와 호환되는 자체 라이브러리를 구현할 정도로 인기가 많다. 현재 ANTs 데이터 서버(ADS), EnterpriseDB, Linter SQL RDBMS용 OCI 호환 라이브러리가 존재한다.

## OCI 기반 라이브러리
OCI를 기반으로 하는 여러 라이브러리는 다음과 같다:
- 오라클의 Type-II JDBC 드라이버(부분 자바, 부분 네이티브)
- 오라클의 향상된 C++ 라이브러리, Oracle C++ Call Interface (OCCI)는 오라클 데이터베이스의 객체-관계형 기능과 함께 객체 지향 인터페이스를 제공한다.
- 오라클의 OLE DB 드라이버
- 오라클의 ODBC 드라이버
- 오라클의 .NET 데이터 공급자, ODP.NET
- 마이크로소프트의 오라클용 ODBC 드라이버
- 이지소프트의 ODBC-오라클 드라이버
- 트롤테크의 Qt C++ 툴킷 OCI 드라이버(QOCI)

OCI API의 복잡성으로 인해 다음과 같은 사용하기 더 쉬운 여러 OCI 래퍼 라이브러리도 존재한다.
- 오픈 소스 libsqlora8 라이브러리(사용 중단됨).
- 오픈 소스 Ocilib 라이브러리.
- 오픈 BSD 라이선스 오라클 템플릿 라이브러리 OTL 라이브러리.